# Ceratinops carolinus
Ceratinops carolinus là một loài nhện trong họ Linyphiidae.
Loài này thuộc chi Ceratinops. Ceratinops carolinus được Richard C. Banks miêu tả năm 1911.